# Перелік володарів Колхиди
Перелік володарів Колхиди — список царів і династій Колхидського царства, а також намісників, що керували цією давньогрузинською територією з VI ст. до н. е. до 63 року, коли її було приєднано до Римської імперії відповідно до рішення Нерона.

## Міфічні царі
- Еет, син Геліоса
- Апсірт, співволодар Еета
- Егіалей
- Перс
- Медея
- Мед

## Перша колхська династія
- Менертас (535—495 до н. е.), засновник царства, визнав зверхність Персії
- Мегарон (495—460 до н. е.)
- Савлак I (460—420 до н. е.)
- невідомі царі кінця V ст. — IV ст. до н. е.
- Куджи (322—280 до н. е.)

## Фарнавазіди
- Фарнаваз I (280—237/234)
- Саурмаг I (234-бл.230/225)

## Перша колхська династія
- Аку (230/225-205 до н. е.)
- Савлак II (205—190 до н. е.)
- Аку II (бл.190-180 до н. е.)
- Акусілох (179 до н. е.-д/н)
- останні царі невідомі

## Мітрідатіди
- Мітрідат I (111/110-65 до н. е.), також цар Понту, Боспору
- Мітрідат II(85-81 до н. е.), співцар Мітрідата I
  - Намісники
    - Махар (81-66 до н. е.)
    - Моаферн (66-65 до н. е.)

## Друга колхська династія
- Олтак (65 до н. е.)
- Аристарх (65-48 до н. е.), васал Римської республіки

## Мітрідатіди
- Фарнак I (48-47 до н. е.)
- Мітрідат III (47-45 до н. е.)

## Третя колхидська династія
- ім'я невідоме
- Скрибоній (д/н-15), також цар Боспору у 17-15 роках до н. е.

## Династія Піфодоридів
- Полемон I (14-8 до н. е.)
- Піфодорида I Філометор (8 до н. е. — 21 н. е.)
- Антонія Тріфена (21-27)
- під владою Римської імперії (27-38)
- Полемон II Філопатор (38-63)